# Doppelmakler
Ein Doppelmakler ist für beide Parteien eines vermittelten Geschäfts tätig, also etwa für den Verkäufer bzw. Vermieter und den Käufer bzw. Mieter einer Immobilie oder eines Nutzungsrechts an einer Immobilie (Ferienwohnrecht gemäß Teilzeitnutzungsgesetz).
Eine Doppelmaklertätigkeit ist laut Maklergesetz ohne das Einverständnis des Auftraggebers verboten. Beim Immobilienmakler ist sie aber auch ohne Einverständnis zulässig, weil beim gewerbsmäßigen Geschäft über unbewegliche Sachen ein entsprechender Geschäftsgebrauch vorliegt.
Den Makler trifft bei seiner Tätigkeit als Doppelmakler eine Mitteilungspflicht (§ 5 Abs. 3 MaklerG). Im Geschäft mit einem Endverbraucher laut § 30 Abs. 1 KSchG muss dieser Hinweis auf die Doppelmaklertätigkeit schriftlich erfolgen. Die Hinweispflicht entfällt, wenn der Makler annehmen darf, dass dem Auftraggeber (der kein Endverbraucher ist) die Doppeltätigkeit bekannt ist.
Den Makler trifft außerdem eine Aufklärungspflicht gegenüber Dritten, wenn er nur für einen Auftraggeber tätig ist (§ 17 MaklerG).
Den Doppelmakler trifft weiters die Pflicht, die Interessen beider Auftraggeber zu wahren. Eine beidseitige Entgeltlichkeit muss dabei jedoch nicht vorliegen (vgl. z. B.: „Provisionsfrei für den Käufer“).
Sanktionen bei unzulässiger Doppelmaklertätigkeit:
- Herausgabe der Belohnung
- Schadenersatz
- Mäßigung der Provision (§ 3 Abs. 4 zweiter Satz MaklerG)
- vorzeitige Auflösung des Maklervertrages aus wichtigem Grund

## Provision
Als Doppelmakler darf der Makler, sowohl vom Käufer, wie auch vom Verkäufer, jeweils die höchstmögliche Maklerprovision fordern. Bei einem Verkaufspreis von über 48.448 Euro beträgt die Provision also maximal 7,2 % (inkl. Mehrwertsteuer) des erlösten Verkaufspreises.
Provisionshöchstsätze bei Immobilienverkäufen:
| Kaufpreis:                                  | exklusive MwSt.  | inklusive MwSt.      |
| ------------------------------------------- | ---------------- | -------------------- |
| bis 36.336 Euro                             | 4 % netto        | 4,8 % brutto         |
| von 36.337 bis 48.448 Euro (Pauschalbetrag) | 1.453 Euro netto | 1.743,60 Euro brutto |
| ab 48.449 Euro                              | 3 % netto        | 3,6 % brutto         |